# Sequin (mode)
Pour la pièce d'or vénitienne, voir Sequin.

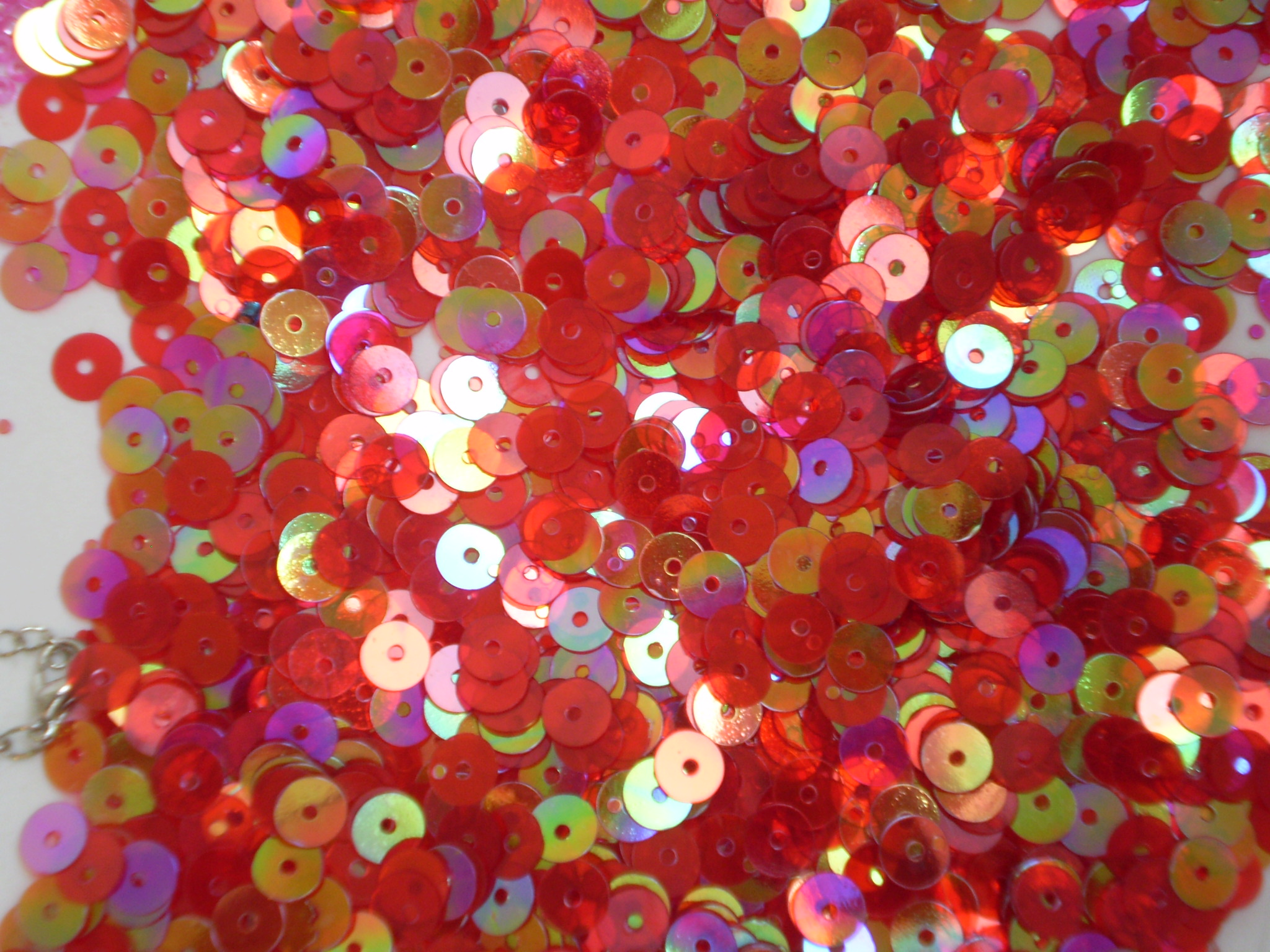
Sequins rouges.

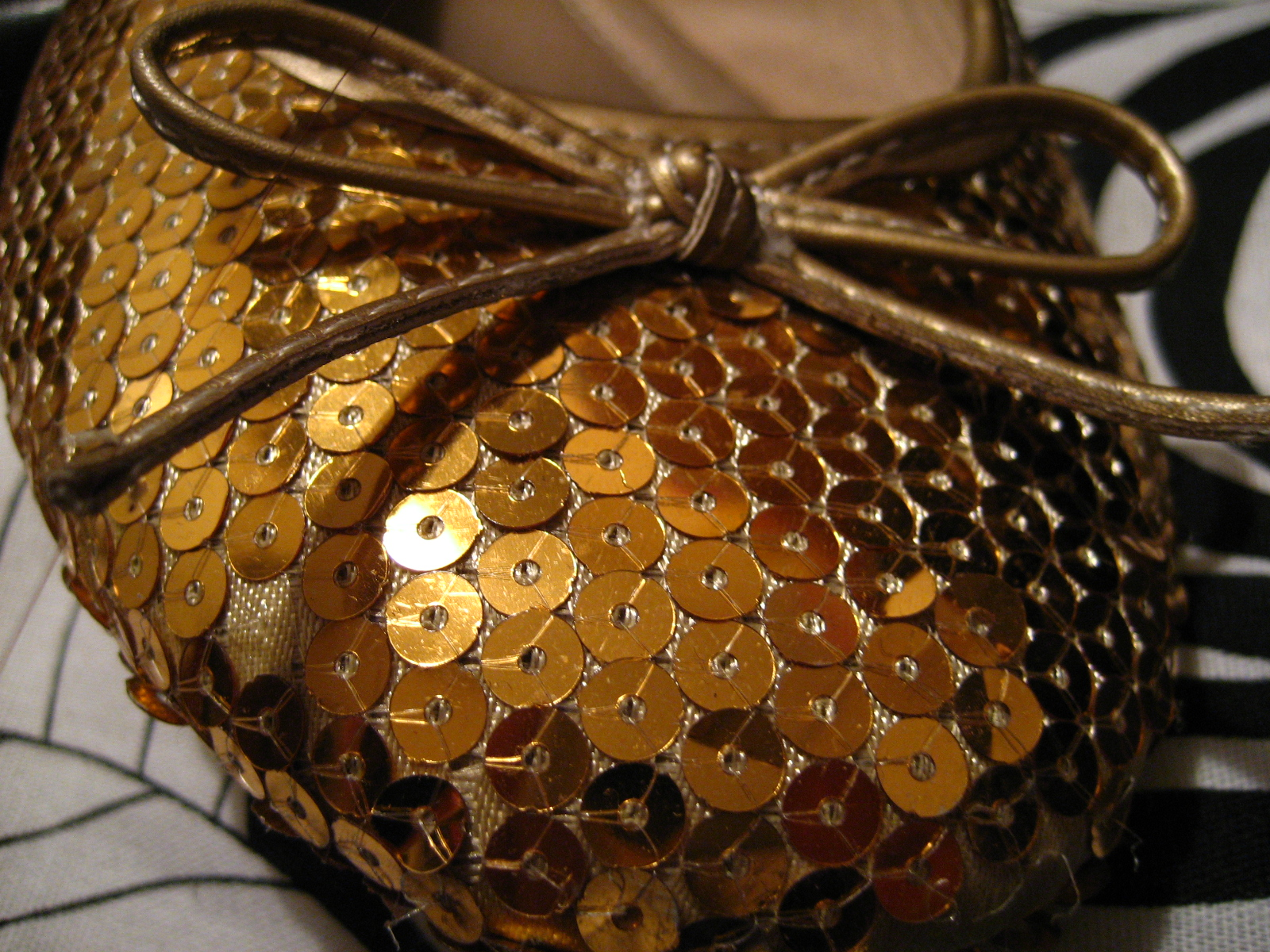
Sequins d'or sur une chaussure.

Un sequin est une perle en forme de disque utilisée à des fins décoratives, en particulier dans la mode.
Au cours des siècles précédents, ils étaient fabriqués à partir de métaux brillants. Aujourd'hui, les sequins sont le plus souvent en plastique, et disponibles dans une grande variété de couleurs et de formes géométriques. Les sequins sont couramment utilisés sur les vêtements, les bijoux, les sacs, les chaussures et de nombreux autres accessoires. 

## Historique

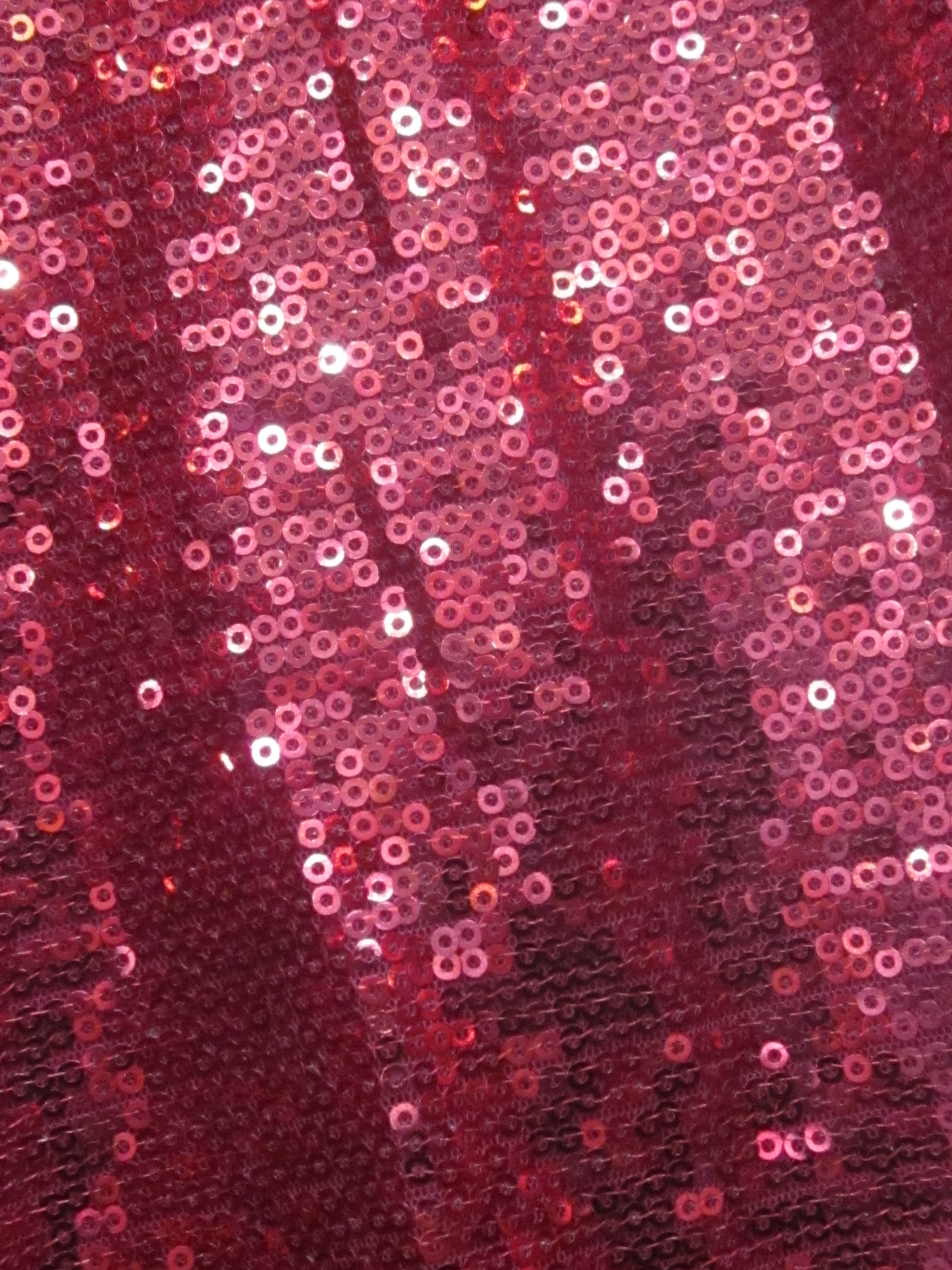
Tissu rose à sequins.

Le mot « sequin » provient du nom familier vénitien zecchino prononcé en Vénitien : [tseˈkino], désignant le sequin, une pièce de ducat vénitienne. Le ducat a cessé d'être frappé après la campagne d’Italie et le nom de sequin a perdu son sens initial. Il a ensuite pris son sens actuel en France. Les sequins du XIXe siècle étaient en métal brillant. 
De gros sequins, attachés uniquement au sommet, étaient utilisés sur les panneaux d'affichage et d’autres formes de signalisation, en particulier avant le développement des enseignes lumineuses.

## Intérêt
Bien que fragiles, les tissus équipés de sequins renvoient la lumière différemment selon l'angle, les déformations et les mouvements. Des sequins sont utilisés notablement par Paco Rabanne dans ses créations.